# Франколизе
Франколизе (итал. Francolise) — коммуна в Италии, располагается в регионе Кампания, в провинции Казерта.
Население составляет 4846 человек, плотность населения составляет 121 чел./км². Занимает площадь 40 км². Почтовый индекс — 81040. Телефонный код — 0823.
Покровительницей коммуны почитается Пресвятая Богородица (Santa Maria delle Grazie), празднование 8 сентября.